# لیو رنچینگ
لیو رنچینگ (انگلیسی: Liu Renqing؛ زادهٔ ۴ فوریهٔ ۱۹۶۳) تیرانداز زن اهل چین بود. وی در بازی‌های المپیک تابستانی ۱۹۸۴ حضور داشته‌است.